# Tabarsaran
|  | Pel poble vegeu tabasarans, per la llengua vegeu tabasaran |

Tabarsaran fou un antic principat del Caucas que existia sota el rei sassànida Còsroes I (Khusraw Anushirwan) a la meitat del segle vi. Estava a la zona muntanyosa a l'oest de Derbent al modern Daguestan.

## Història
Els seus sobirans portaven el títol de tabarsaranshahs (Xas de Tabarsaran) concedit o segurament confirmat pel rei persa Còsroes I el 560. El 642 va passar a domini àrab nominal. El califa Marwan II ibn Muhàmmad (744–750) va enviar una expedició al Caucas i el Tabarsaran Shah va acceptar pagar tribut. Després va dependre dels emirs de Derbent.
Al segle x regnava un emir àrab a Derbent que dominava la ciutat i els castells propers; un emir fill d'una germana d'Abd al-Malik de Derbent, governava al Tabarsaran. Després va estar sotmès generalment als shirvanshahs.
A la meitat del segle xiii era vassall de l'Horda d'Or.
Al segle xv el país es va islamitzar i va aparèixer un masum de Tabarsaran governant el territori amb una dependència més o menys efectiva de Xirvan i sota influència persa. El 1578 el príncep (usmu) de Tabarsaran es va sotmetre a l'Imperi Otomà però el 1606 els perses van reimposar el seu domini.
En enfonsar-se la dinastia safàvida, un tractat (1724) va regular la partició del Caucas entre Turquia i Rússia, i Tabarsaran va quedar dins la zona d'influència russa. Nadir Shah va recuperar el país per als perses (tractat de 1732 que retornava a Pèrsia tots els territoris al sud del Kura (Geòrgia) i tractat del 1735 que retornava els territoris entre el Kura i el Sulak). Tabarsaran va passar doncs el 1735 al domini persa, però les poblacions locals es van oposar als perses i Nadir Shah només va poder dominar de manera efectiva la zona de costa mentre la muntanya va restar independent; fortes lluites es van produir el 1742 i 1744.
Mort Nadir Shah (1747) Pèrsia es va enfonsar. Rússia no va tardar a tornar al Caucas, ignorant el tractat de 1735; el 1774 Rússia va intervenir enviant un destacament manat per Medem (1775) al usmiat de Kaytak, al nord de Tabarsaran, destacament que va devastar la regió; el 1784 el xamkhalat dels Kazi Kumuk, Murtada Ali, el territori del qual era al nord-oest del Tabarsaran, es va sotmetre a Rússia i el 1785 Rússia va nomenar un governador general del Caucas. El 1796 Rússia i Pèrsia van començar la lluita pel país; Derbent fou ocupada pels russos (1796) però poc després evacuada, sent reconquerida el 1806. El tractat de Gulistan del 1813 va suposar la fi del domini persa a la regió i Tabarsaran va passar a sobirania russa.
Els prínceps locals es va oposar als russos. El 1818 tots els prínceps menys el shamkhal dels Kazi Kumukh es van aliar contra Rússia. El governador Yermolov va poder sufocar la revolta i el títol d'usmi dels Kaytak fou abolit (1819) seguint el mateix camí el de masum de Tabarsaran (1828).